# 鴨佛
鴨佛，為一種台灣小吃，鴨佛是鴨的睪丸，稱之「佛」乃源於臺灣話「核仔」(hu̍t-á)音譯，有些薑母鴨店中也會賣鴨佛，也有些民間說法，認為鴨佛有壯陽功效。